# Karl Bruchhäuser (Schauspieler)
Karl Bruchhäuser (* 1967 in Dierdorf) ist ein deutscher Schauspieler und Komiker.

## Leben
Karl Bruchhäuser ist der Sohn des Porträt-und-Landschaftsmalers Karl Bruchhäuser und wuchs gemeinsam mit drei Brüdern, darunter Andreas Bruchhäuser und Thomas Bruchhäuser, in Dierdorf auf. Sein Großvater war der SPD-Kommunalpolitiker Wilhelm Bruchhäuser.
Er absolvierte seine professionelle Schauspielausbildung von 1989 bis 1991 an der Schauspielschule Mainz. Er trat daraufhin an verschiedenen Theaterhäusern als Bühnendarsteller in mehreren Theaterstücken auf. Er wirkte als Schauspieler vor der Kamera in einigen Film-und-Fernsehproduktionen mit, darunter oftmals in einer Nebenrolle. Bruchhäuser tritt zudem seit einigen Jahren als Stand-up-Comedian in zahlreichen Fernsehshows auf, wie beispielsweise in NightWash, Quatsch Comedy Club oder in Nuhr im Ersten.
Bruchhäuser lebt in Köln. Sein Sohn Carl Bruchhäuser ist ebenfalls als Schauspieler tätig.

## Filmografie (Auswahl)
- 2017: Ein Anderer
- 2018: Transit
- 2018: Aktenzeichen XY … ungelöst (TV-Reihe)
- 2019: Lindenstraße (Fernsehserie, 1 Folge)
- 2021: Es ist nur eine Phase, Hase
- 2022: Das Westerwald-Geheimnis